# Hamshenis
De Hamshenis (Turks: Hemşinli, Armeens: Համշենցիներ) is de benaming voor een Armeense bevolkingsgroep uit de oostelijke Pontus, in het noordoosten van Turkije. De Hamshenis zijn onder te verdelen in drie groepen; orthodoxe christenen in diaspora (afkomstig uit de Pontus), islamitische Hamshenis in de districten Hemşin en Çamlıhemşin in de provincie Rize, en de islamitische Hamshenis uit de provincie Artvin. De laatste twee groepen vormen samen met zo'n 50.000 mensen ongeveer een derde van Armeense populatie in Turkije. De islamitische Hamshenis waren uitgezonderd van de deportaties in 1915 vanwege hun geloof.

## Hamshenis in Rize
In de zuidelijke districten van de provincie Rize, hoog in het Pontisch Gebergte en met name in de Fırtınavallei die dwars door de districten Çamlıhemşin en Hemşin heen trekt, woont een populatie van enkele duizenden Hamshenis die nog een deel van hun cultuur behouden hebben. Zij spreken een mix van Armeens en een beetje Turks. Hoewel Turken de Hamshenis niet kunnen verstaan, kunnen de Armeniërs dat wel. Ook hun klederdracht verschilt van die van de andere etnische groepen in de regio. Voor sommigen in deze districten is de Armeense afkomst een gevoelig onderwerp. In de jaren 70 en 80 was het in Turkije zeer gevaarlijk om over deze onderwerpen te praten. Tegenwoordig heeft het Armeens een kleine opleving in de provincie Rize, en meerdere lokale artiesten brengen weer liederen in de taal uit.

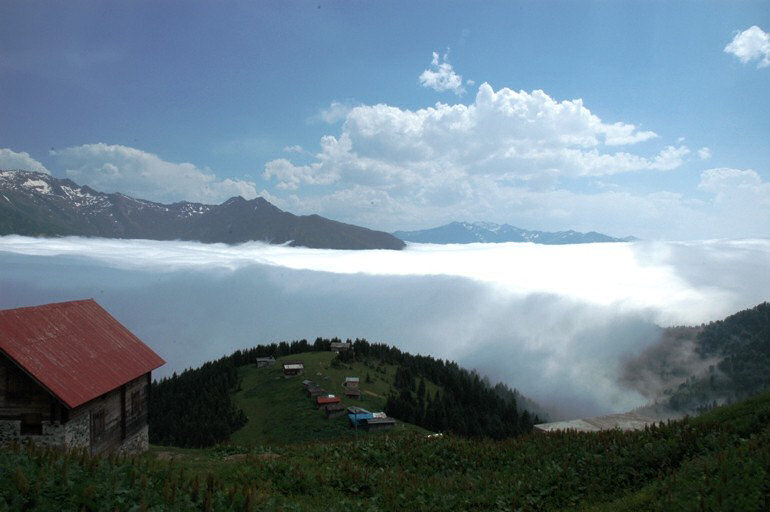
Grote aantallen Hamshenis zijn woonachtig in het district Çamlıhemşin (district)

## Hamshenis in Artvin
In de hooggelegen districten van de provincie Artvin in het uiterste Noordoosten van Turkije, nabij de grens met Georgië, is nog een redelijk vitale populatie Hamshenis. Zij spreken, in tegenstelling tot de Hamshenis in Rize, een vorm van West-Armeens als moedertaal, en hebben ook enkele Armeense feesten in stand gehouden. In Artvin onderwijzen zij hun kinderen ook sinds enkele jaren met moeite in het lezen van het Armeense schrift.

## Voormalige gemeenschappen
De meeste christelijke Hamshenis woonden in het oostelijke deel van de Pontus, aan de zuidflank van het Pontisch Gebergte. Bij Arakli en Yomra in de provincie Trabzon, en in delen van de provincies Rize en Artvin woonden tevens christelijke Hamshenis aan de noordkant van het gebergte. De voornaamste inkomensbronnen van de Hamshenis waren mijnbouw en hazelnotenteelt. Ook in de westelijke Pontus waren Hamshenis-dorpen, zoals rond de kopermijnen bij Kocaali in de provincie Sakarya.

## Hamshenis in Diaspora
De Hamshenis waren al bedreven reizigers voor hun gedwongen deportatie en vlucht uit Anatolië tijdens de Eerste Wereldoorlog. Wegens hervormingen in de organisatie van de samenleving en economie in het Ottomaanse Rijk in de 19e eeuw waren de privileges voor mijnwerkersgemeenschappen ingetrokken. Veel Hamshenis vertrokken daarna uit de bergen naar de steden en kustgebieden op zoek naar werk. Ze hadden met name succes als banketbakkers; aan het eind van de 19e eeuw waren er in vrijwel alle grote steden aan de kust van de Zwarte Zee Hamshenis actief in deze branche. In sommige van deze steden, waaronder Istanbul, zetten nog enkele van hun nazaten deze traditie voort.
Hamshenis hebben een enorme populatie in diaspora. In tegenstelling tot de Armeniërs die naar Deir ez-Zor in de Syrische woestijn werden gedeporteerd en vervolgens naar de Verenigde Staten of Frankrijk vertrokken, ontvluchtten veel Pontische Christelijke Armeniërs via de Kaukasus en de Zwarte Zee naar Rusland. In dat land, met name in Moskou, leeft nog altijd een grote Hamshenis-bevolking, alsook in de havensteden van Oekraïne. Verder leeft een grote groep Hamshenis in Armenië.